# Thomas Fernando

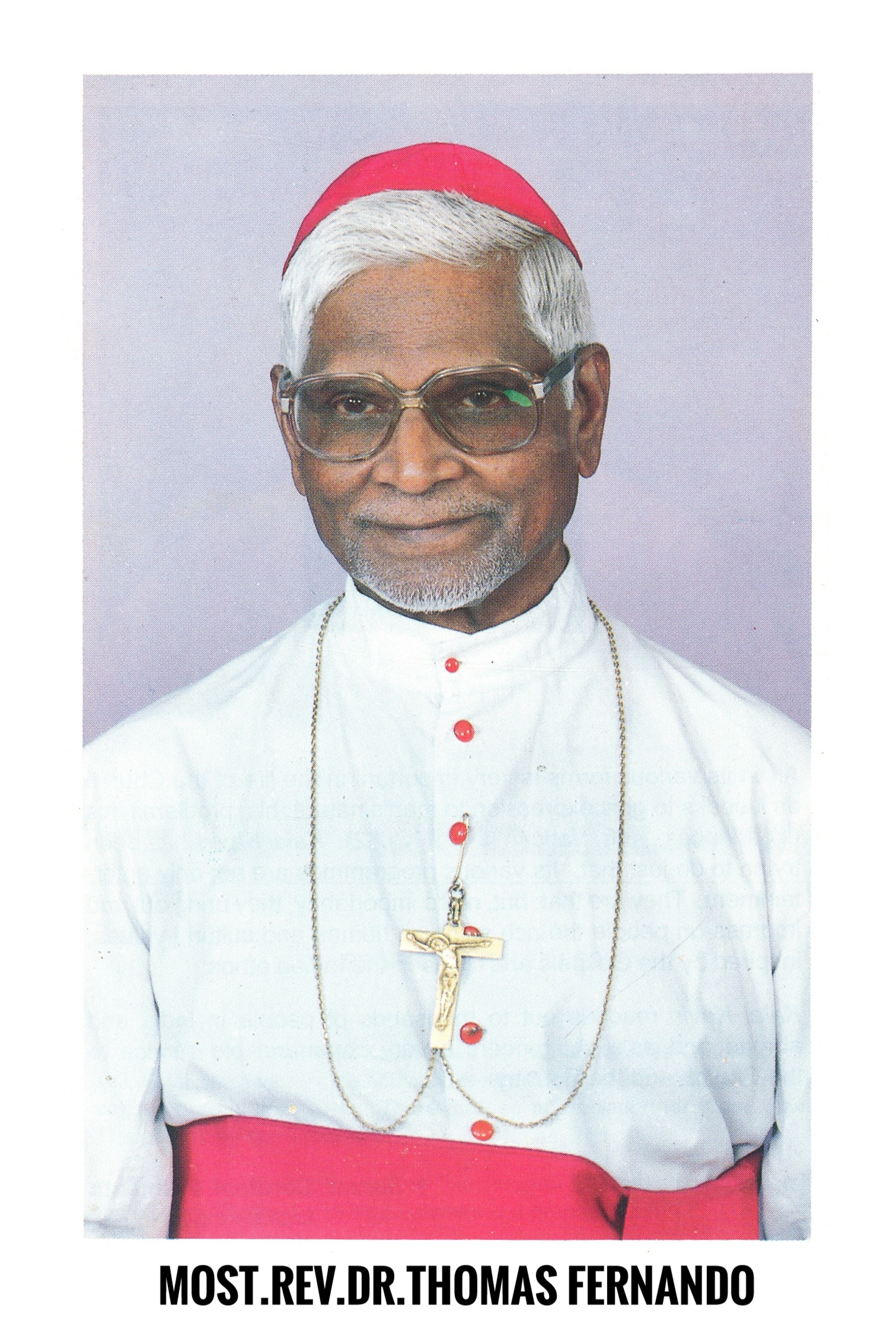
Thomas Fernando

Thomas Fernando (* 9. Mai 1913 in Idinthakarai; † 4. Juli 2006 in Tuticorin) war ein indischer römisch-katholischer Geistlicher und Bischof von Tuticorin.

## Leben
Er stammte aus einem Ort im Distrikt Nellai (Südindien) und war das sechste von sieben Kindern. Nach der Schulausbildung in Trichy und dem Seminar in Tuticorin wurde er von Bischof Francis Tiburtius Roche nach Rom geschickt, wo er am 18. März 1939 die Priesterweihe empfing. 1942 wurde er in Rom zum Doktor des Kirchenrechts und 1944 zum Doctor theologiae promoviert. Nach seiner Rückkehr arbeitete er als Präfekt und als Lehrer.
Am 25. Juni 1950 wurde er zum Koadjutorbischof von Tuticorin und zum Titularbischof von Abitinae ernannt. Die Bischofsweihe spendete ihm am 1. Oktober desselben Jahres der Bischof von Tuticorin Francis Tiburtius Roche; Mitkonsekratoren waren James Mendonça, Bischof von Tiruchirappalli, und Joseph Mark Gopu, Weihbischof in Pondicherry. Als Bischof Roche am 26. Juni 1953 zurücktrat, folgte Thomas Fernando ihm als Diözesanbischof. Er nahm an allen vier Sitzungsperioden des Zweiten Vatikanischen Konzils teil. Am 23. November 1970 wurde er zum Bischof von Tiruchirappalli ernannt.
Am 6. Oktober 1990, in seinem 77. Lebensjahr, wurde Thomas Fernandos Rücktrittsgesuch von Papst Johannes Paul II. stattgegeben.